# سني (النادرة)

تعديل مصدري - تعديل

سني هي إحدى قرى عزلة الشرنمه العليا بمديرية النادرة التابعة لمحافظة إب، بلغ تعداد سكانها 329 نسمة حسب تعداد اليمن لعام 2004.